# Анчоа
Анчоа, или анчоветы (лат. Anchoa) — род лучепёрых рыб семейства анчоусовых. Эти мелкие морские пелагические рыбы обитают в тропических водах Тихого и Атлантического океанов. Питаются планктоном. Являются объектом коммерческого промысла.

## Описание
Тело веретенообразное, покрыто циклоидной чешуёй, голова голая. Единственный спинной плавник расположен в середине туловища. Основание анального плавника обычно расположено позади основания спинного плавника. Максимальная длина около 13 см, в среднем не превышают 6—10 см. Рыло слегка заострённое. На нижней челюсти имеются мелкие зубы. Жаберные тычинки тонкие, немногочисленные.
Боковая линия отсутствует, на голове имеются развитые сейсмосенсорные каналы. Плавники лишены колючих лучей. Хвостовой плавник выемчатый. Сжатое с боков рыло выступает вперёд; рот крупный, полунижний; задний конец длинной верхнечелюстной кости заходит за край предкрышки. Окраска серебристая, спинка синяя или зеленовато-бурая, у некоторых видов вдоль боков тянется тёмная продольная полоса.
Чешуя легко опадает. Ротовое отверстие очень широкое. Верхнечелюстные кости длинные и тонкие. Зубы обычно выстроены в один ряд. Крупные глаза расположены близко к концу рыла и покрыты снаружи прозрачной кожной плёнкой.

## Классификация
В состав рода включают 35 видов:
- Anchoa analis (Miller, 1945)
- Anchoa argentivittata  (Regan, 1904)
- Anchoa cayorum  (Fowler, 1906) — Широкополосая анчоа
- Anchoa chamensis  Hildebrand, 1943
- Anchoa choerostoma  (Goode, 1874)
- Anchoa colonensis  Hildebrand, 1943
- Anchoa compressa  (Girard, 1858) — Калифорнийская анчоа
- Anchoa cubana  (Poey, 1868) — Кубинская анчоа
- Anchoa curta  (Jordan & Gilbert, 1882)
- Anchoa delicatissima  (Girard, 1854)
- Anchoa eigenmannia  (Meek & Hildebrand, 1923)
- Anchoa exigua  (Jordan & Gilbert, 1882)
- Anchoa filifera  (Fowler, 1915)
- Anchoa helleri  (Hubbs, 1921)
- Anchoa hepsetus  (Linnaeus, 1758) — Полосатая анчоа
- Anchoa ischana  (Jordan & Gilbert, 1882)
- Anchoa januaria  (Steindachner, 1879)
- Anchoa lamprotaenia  Hildebrand, 1943
- Anchoa lucida  (Jordan & Gilbert, 1882)
- Anchoa lyolepis  (Evermann & Marsh, 1900) — Тёмная анчоа
- Anchoa marinii  Hildebrand, 1943
- Anchoa mitchilli  (Valenciennes, 1848) — Обыкновенная анчоа, или желтопёрый анчоус
- Anchoa mundeola  (Gilbert & Pierson, 1898)
- Anchoa mundeoloides  (Breder, 1928)
- Anchoa nasus  (Kner & Steindachner, 1867)
- Anchoa panamensis  (Steindachner, 1877)
- Anchoa parva  (Meek & Hildebrand, 1923)
- Anchoa pectoralis  Hildebrand, 1943
- Anchoa scofieldi  (Jordan & Culver, 1895)
- Anchoa spinifer  (Valenciennes, 1848)
- Anchoa starksi  (Gilbert & Pierson, 1898)
- Anchoa tricolor  (Spix & Agassiz, 1829)
- Anchoa trinitatis  (Fowler, 1915)
- Anchoa walkeri  Baldwin & Chang, 1970